# لئوناردو گنزالز
لئوناردو گنزالز (انگلیسی: Leonardo González؛ زادهٔ ۲۱ نوامبر ۱۹۸۰) یک بازیکن فوتبال اهل کاستاریکا است.
وی همچنین در تیم ملی فوتبال کاستاریکا بازی کرده‌است.